# Sławęcin (gromada w powiecie choszczeńskim)
Sławęcin – dawna gromada, czyli najmniejsza jednostka podziału terytorialnego Polskiej Rzeczypospolitej Ludowej w latach 1954–1972.
Gromady, z gromadzkimi radami narodowymi (GRN) jako organami władzy najniższego stopnia na wsi, funkcjonowały od reformy reorganizującej administrację wiejską przeprowadzonej jesienią 1954 do momentu ich zniesienia z dniem 1 stycznia 1973, tym samym wypierając organizację gminną w latach 1954–1972.
Gromadę Sławęcin z siedzibą GRN w Sławęcinie utworzono – jako jedną z 8759 gromad na obszarze Polski – w powiecie choszczeńskim w woj. szczecińskim na mocy uchwały nr V/42/54 WRN w Szczecinie z dnia 5 października 1954. W skład jednostki weszły obszary dotychczasowych gromad Sławęcin i Sulino ze zniesionej gminy Pomień oraz miejscowości Czernice, Pakość i Oraczewice z miasta Choszczna w powiecie choszczeńskim, a także obszary dotychczasowych gromad Piasecznik i Radaczewo oraz miejscowość Bonin z dotychczasowej gromady Sądów ze zniesionej gminy Piasecznik w powiecie pyrzyckim w tymże województwie. Dla gromady ustalono 10 członków gromadzkiej rady narodowej.
1 stycznia 1969 do gromady Sławęcin włączono miejscowości Rudnisko i Stradzewo ze zniesionej Pomień w tymże powiecie.
Gromada przetrwała do końca 1972 roku, czyli do kolejnej reformy gminnej.